# Benton City (Washington)
Benton City è un comune dello stato di Washington negli Stati Uniti d'America. Nel censimento del 2010 contava 3 038 abitanti.

## Società

### Evoluzione demografica
A partire dal censimento  del 2000, c'erano 2 624 persone, 894 famiglie e 660 famiglie che risiedono in città. La densità della popolazione è di 582.2/km 2
Nel CDP la distribuzione per età della popolazione mostra 34,7% sotto l'età di 18, l'8,5% aveva un'età compresa tra i 18 e i 24 anni, il 28,8% aveva un'età compresa tra i 25 e 44 anni e il 27,2% aveva più di 45 anni. L'età media era di 30 anni. Il reddito pro-capite per la città erano $ 13,971.